# 武村李氏宗祠
武村李氏宗祠是一座古建筑，建于清，位于山西省晋中市平遥县卜宜乡武村。
2016年1月21日，武村李氏宗祠公布为第五批平遥县文物保护单位，编号5-7。